# Miniere della Britannia romana

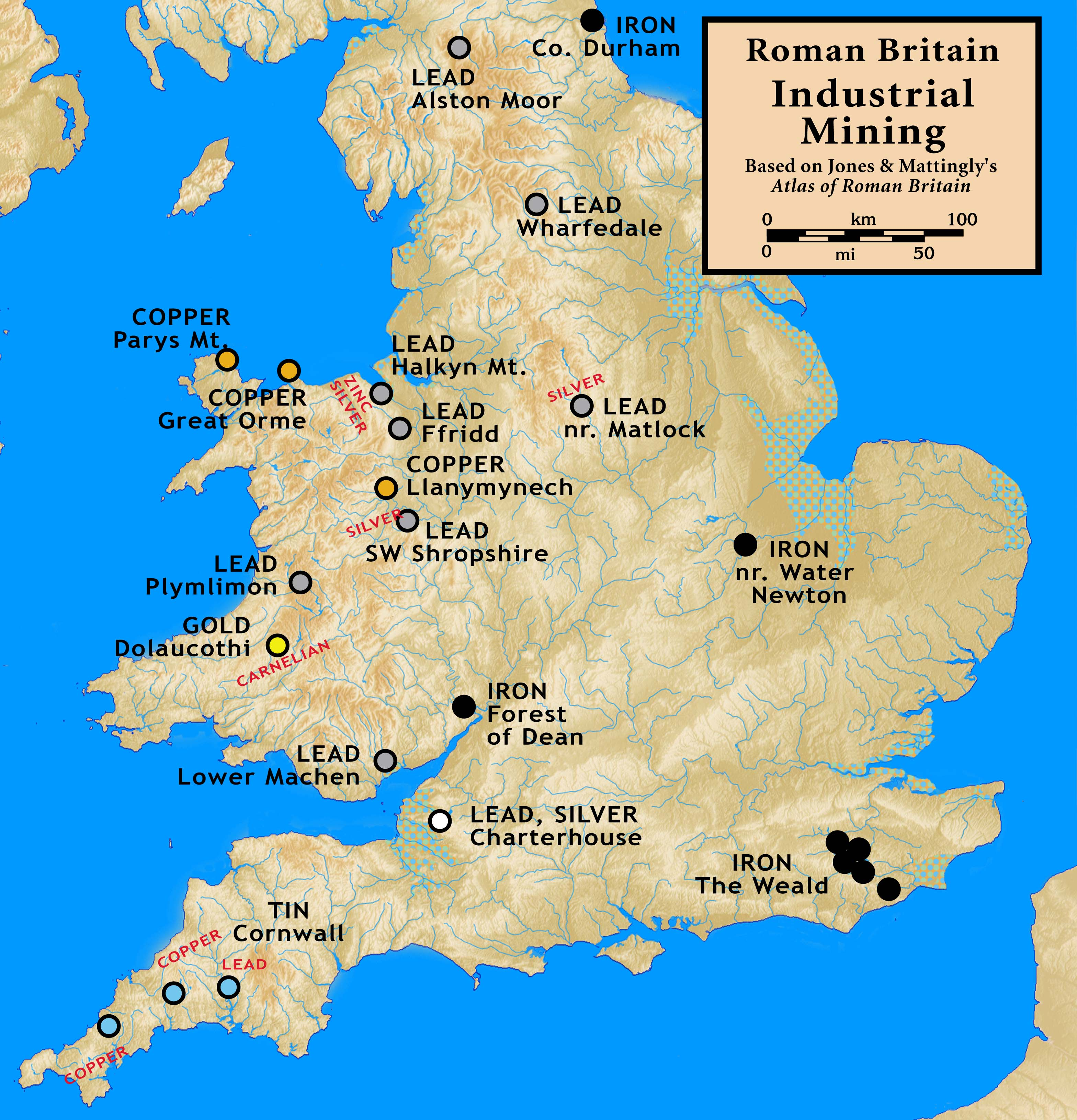
Miniere della Britannia romana.
LEGENDA:
COPPER = rame
GOLD = oro
IRON = ferro
LEAD = piombo
TIN = stagno

L'estrazione mineraria era una delle attività più redditizie della Britannia romana. La Britannia era ricca di risorse quali rame, oro, ferro, piombo, sale, argento, e zinco, materiali in grande richiesta nell'impero romano. L'abbondanza delle risorse minerarie nelle isole britanniche era probabilmente una delle ragioni per la conquista romana della Britannia. Furono in grado di utilizzare tecnologia avanzate per trovare, sviluppare, ed estrarre preziosi minerali in una scala ineguagliata fino al Medioevo.

## Estrazione del piombo

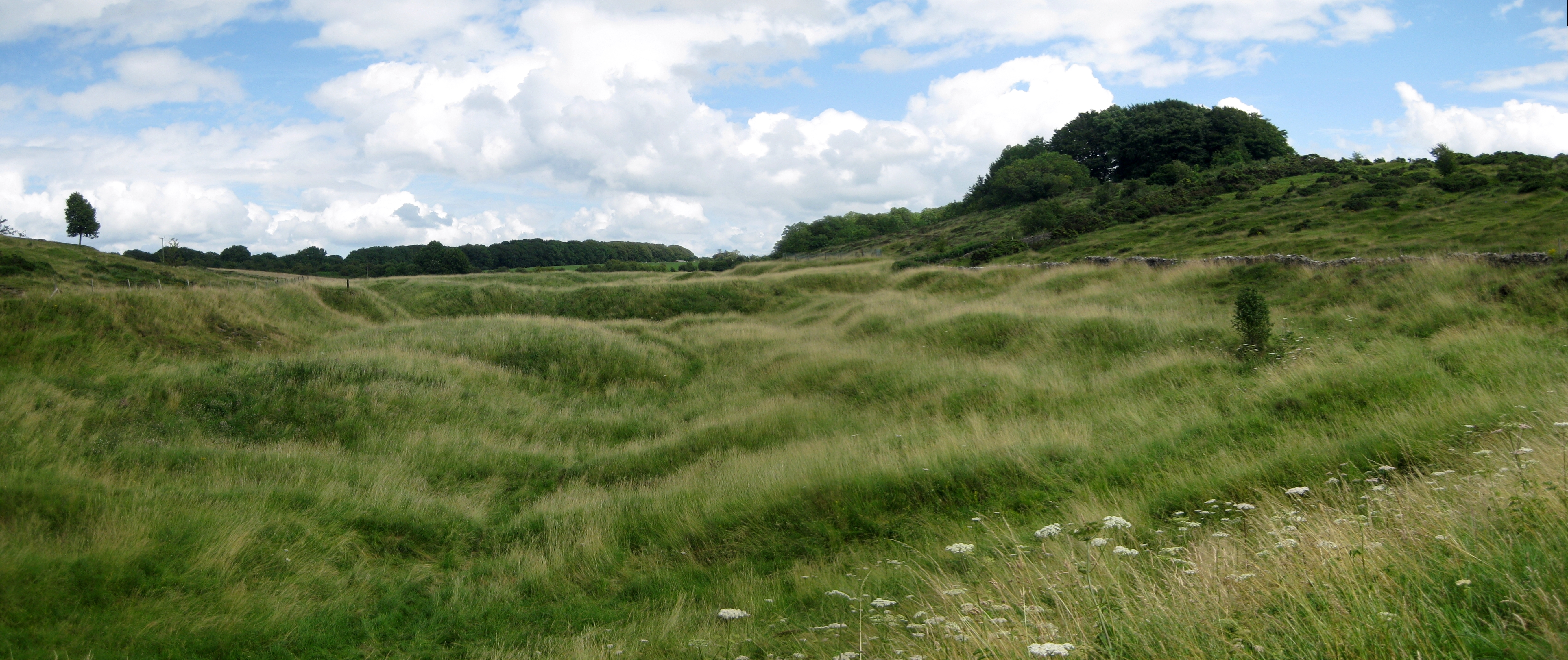
Miniere di piombo romane a Charterhouse, Somerset

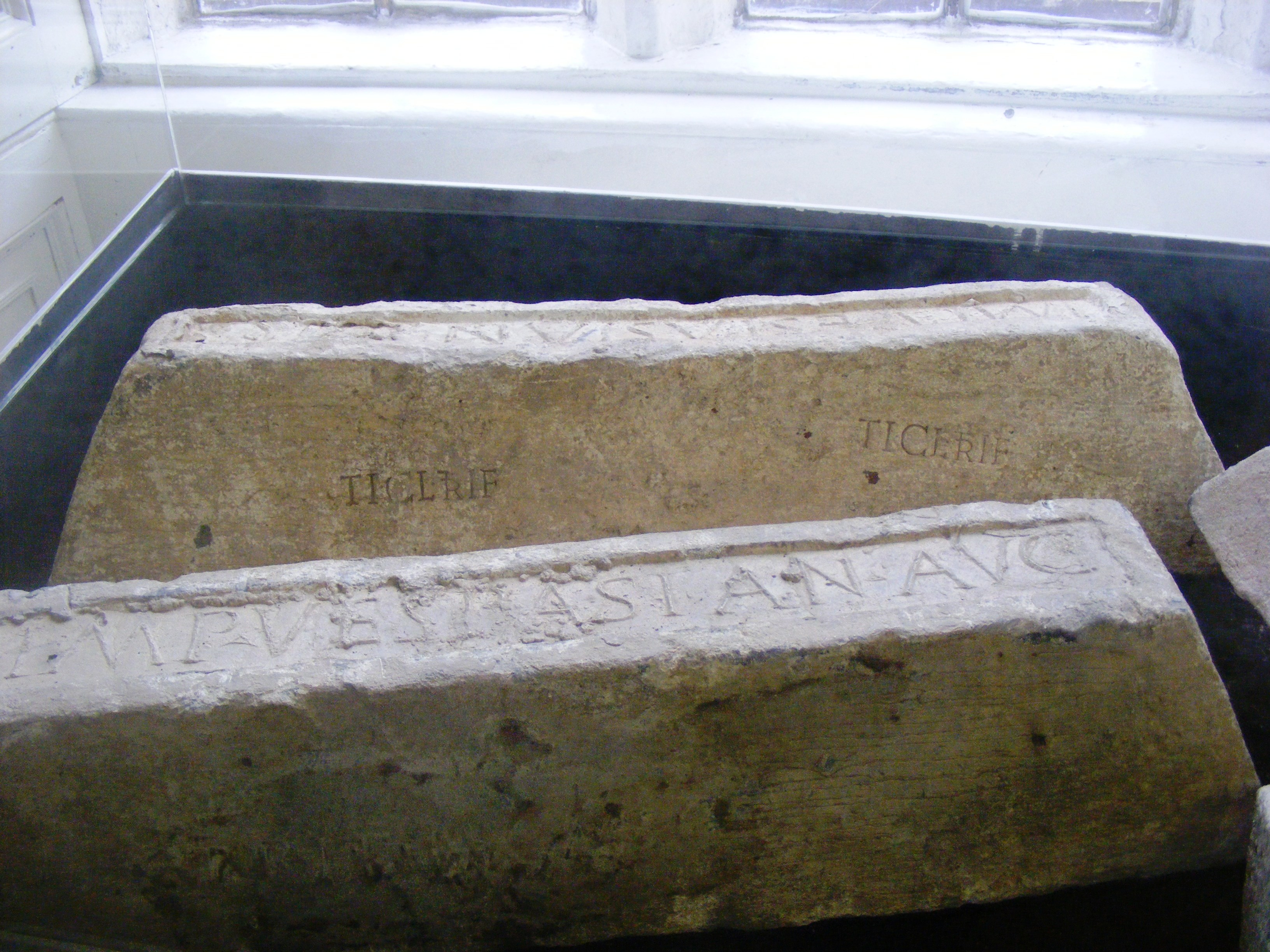
Lingotti di piombo della Britannia romana in mostra al Wells and Mendip Museum

Il piombo era indispensabile per una facile gestione dell'impero romano. Era usato nelle tubature degli acquedotti e negli impianti idraulici, per il peltro, nelle bare, e nei canali di scolo delle ville, e anche come risorsa d'argento, che talvolta si trovava nei medesimi depositi minerali.
Le più grandi miniere di piombo romane vennero a trovarsi nelle vicinanze o nel Rio Tinto nel Sud della Spagna. Nella Britannia le fonti principali si trovavano a Mendip, nel sud-ovest dell'Inghilterra e specialmente a Charterhouse. Nel 49 d.C., sei anni dopo l'invasione e la conquista della Britannia, i Romani avevano le miniere di Mendip e quelle nella parte nord occidentale dell'Inghilterra e del Galles funzionanti a pieno regime. Per il 70 d.C., la Britannia aveva superato il primato dell'Hispania nella produzione di piombo. Gli spagnoli presentarono prontamente una reclamo all'imperatore Claudio, il quale pose dei limiti alla quantità di piombo che poteva essere estratta in Britannia. Questi limiti vennero però ignorati, ed ebbero invece l'effetto opposto a quello desiderato sulla produzione britannica di piombo.

## Estrazione dell'argento
Il più importante uso del piombo si sviluppò nell'estrazione dell'argento. Piombo e argento venivano trovati spesso insieme, con l'argento ricoperto dal piombo. L'economia romana era basata sull'argento, dato che la maggior parte delle monete venivano coniate con il prezioso metallo.
Il processo di estrazione, coppellazione, era alquanto semplice. Dapprima, il minerale grezzo veniva riscaldato, finché il piombo, che copriva l'argento, si separava dalla roccia. Il piombo veniva rimosso, e riscaldato fino a 1100 °C Celsius usando mantici a mano. A questo punto, l'argento separato dal piombo, veniva messo in stampi, che, quando raffreddati, formavano lingotti che erano mandati per tutto l'impero romano per la coniazione.

## Estrazione dell'oro

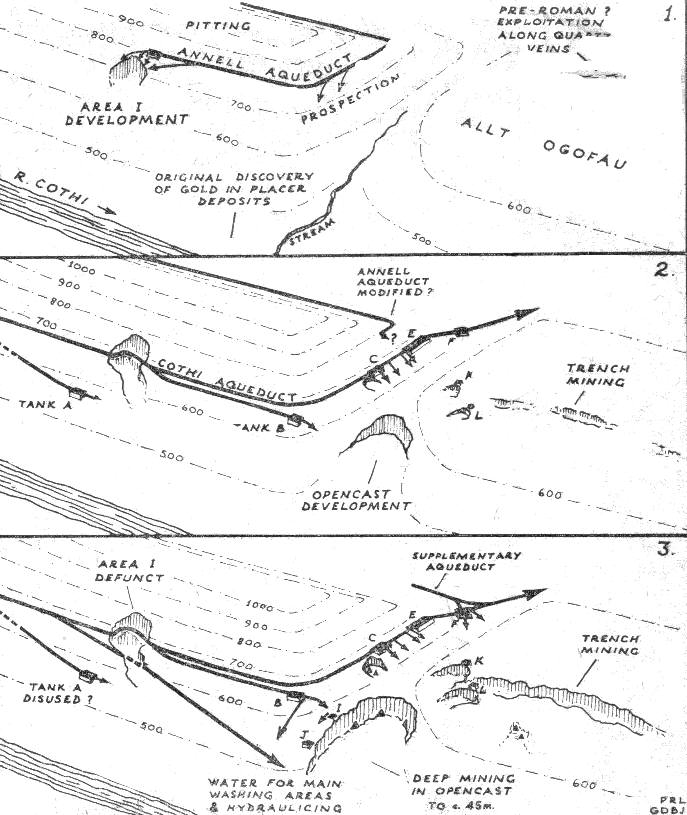
Sviluppo delle miniere d'oro di Dolaucothi

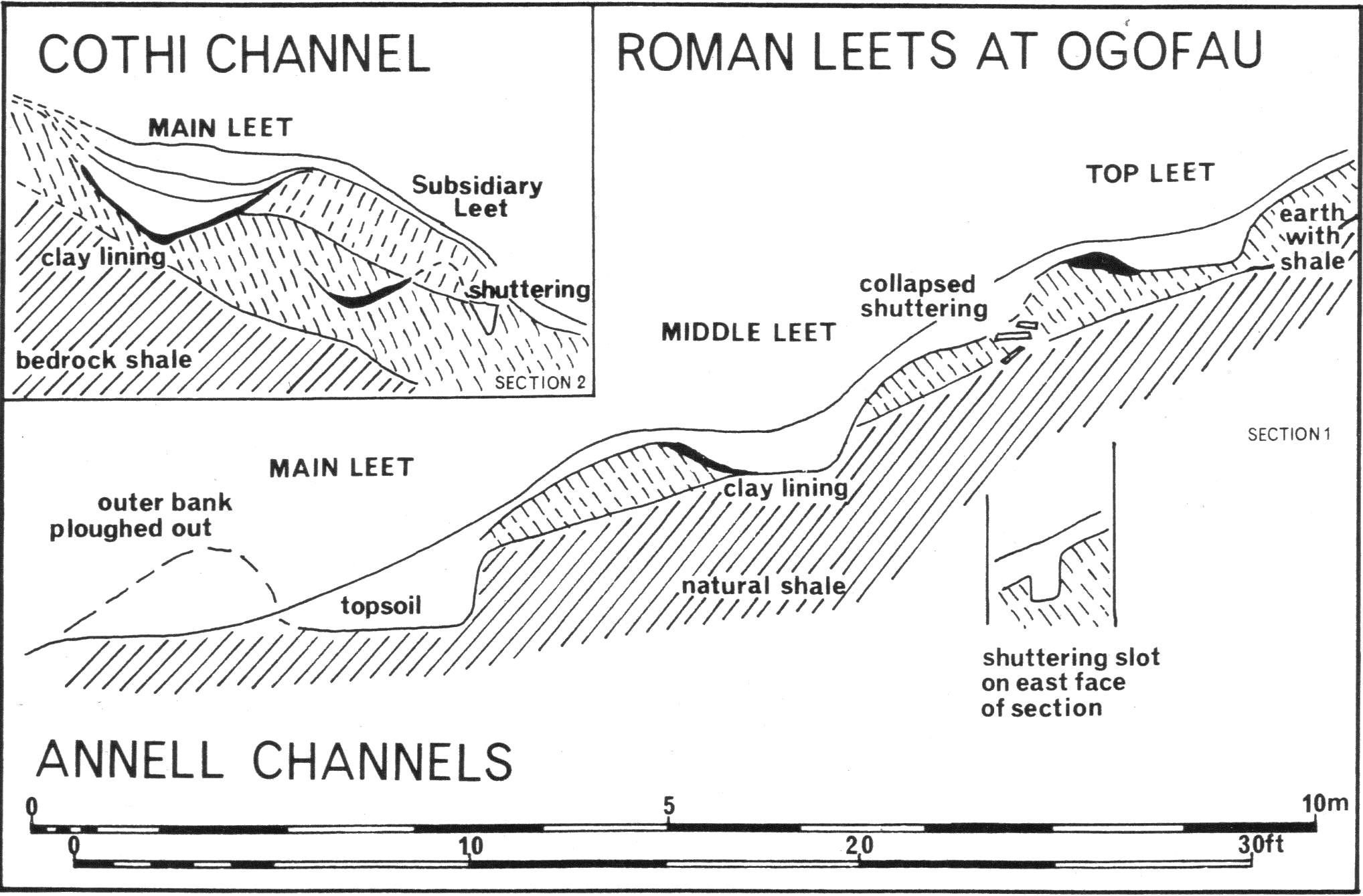
Gli acquedotti di Dolaucothi

Le miniere d'oro della Britannia erano posizionate nel Galles a Dolaucothi. I Romani scoprirono la vena aurifera di Dolaucothi subito dopo la loro invasione, e usarono il metodo dell'estrazione idraulica per individuare nei fianchi delle colline possibili vene di quarzite ricca d'oro. I resti di svariati acquedotti e cisterne d'acqua sopra le miniere sono ancora visibili tutt'oggi. Le cisterne erano usate per contenere l'acqua necessaria all'individuazione delle vene, che richiedeva l'utilizzo di un'onda d'acqua per sondare il terreno e rimuovere il superfluo, ed esporre il sostrato roccioso. Se una vena veniva trovata, veniva poi attaccata, usando un metodi che richiedeva la costruzione di un fuoco vicino alle rocce. Quando la roccia calda veniva raffreddata con acqua, che poteva essere rotta facilmente, e i detriti inutili spazzati via da un'ondata d'acqua. Questa tecnica produceva numero miniere a cielo aperto che sono ancora visibili sulle colline sopra Pumsaint o Luentinum. Un forte, un insediamento e delle terme furono posizionate nelle vicinanze, nella Cothi Valley. Queste tecniche furono probabilmente usate altrove per l'estrazione di piombo e zinco, e usate sicuramente estensivamente, prima che l'avvento dell'esplosivo le rese ridondanti. Ciò nonostante, l'estrazione idraulica è ancora usate nell'estrazione dello zinco alluvionale.
Lunghi scarichi adit venivano scavate in una delle colline a Dolaucothi, dopo che il metodo delle miniere a cielo aperto non erano più effettive. Dopo che il minerale veniva estratto, veniva poi tritato da pesanti martelli, processo probabilmente automatizzato dall'utilizzo di un mulino ad acqua fino ad essere ridotto ad una fine polvere. Quindi, la polvere veniva portata via da un getto d'acqua e trascinata dove le rocce e altri detriti venivano poi rimossi, la polvere d'oro e le piccole pepite raccolte, e fuse in lingotti. I lingotti venivano poi mandati per tutto l'impero romano, per poi essere utilizzati nella coniazione o riposte in 'camere di sicurezza'.

## Estrazione di ferro
Numerose furono le miniere di ferro nella Britannia romana. L'indice dell'Ordinance Survey Map della Britannia romana cita 33 miniere di ferro: il 67% di queste sono nel Weald e il 15% nella foresta di Dean. Siccome le miniere di ferro erano diffuse e il ferro era relativamente economico, la posizione delle miniere di ferro era spesso determinata dalla disponibilità di legno come carburante per la fusione, che la Britannia aveva in abbondanza. Grandi quantità di ferro erano necessarie per finanziare la macchina da guerra romana, e la Britannia era perfettamente adatta a soddisfare tale necessità.
Oltre alle miniere a cielo aperto, i Romani costruirono anche molte miniere nel sottosuolo. Dopo che il minerale grezzo veniva estratto e portato in superficie, veniva poi tritato e lavato. Le rocce meno resistenti venivano lavate via, lasciando dietro di sé ossido di ferro, che veniva poi purificato per fusione usando una fornace creata apposta per separare il ferro dai suoi ossidi. Il ferro veniva riscaldato fino a 1500 °C usando carbone. I resti venivano rimossi e generalmente scartati.
Dopo essere stato purificato, il ferro veniva mandato nelle fucine, dove veniva poi riscaldato nuovamente, e usato nella creazione di armi o di altri utensili.

## Condizioni lavorative

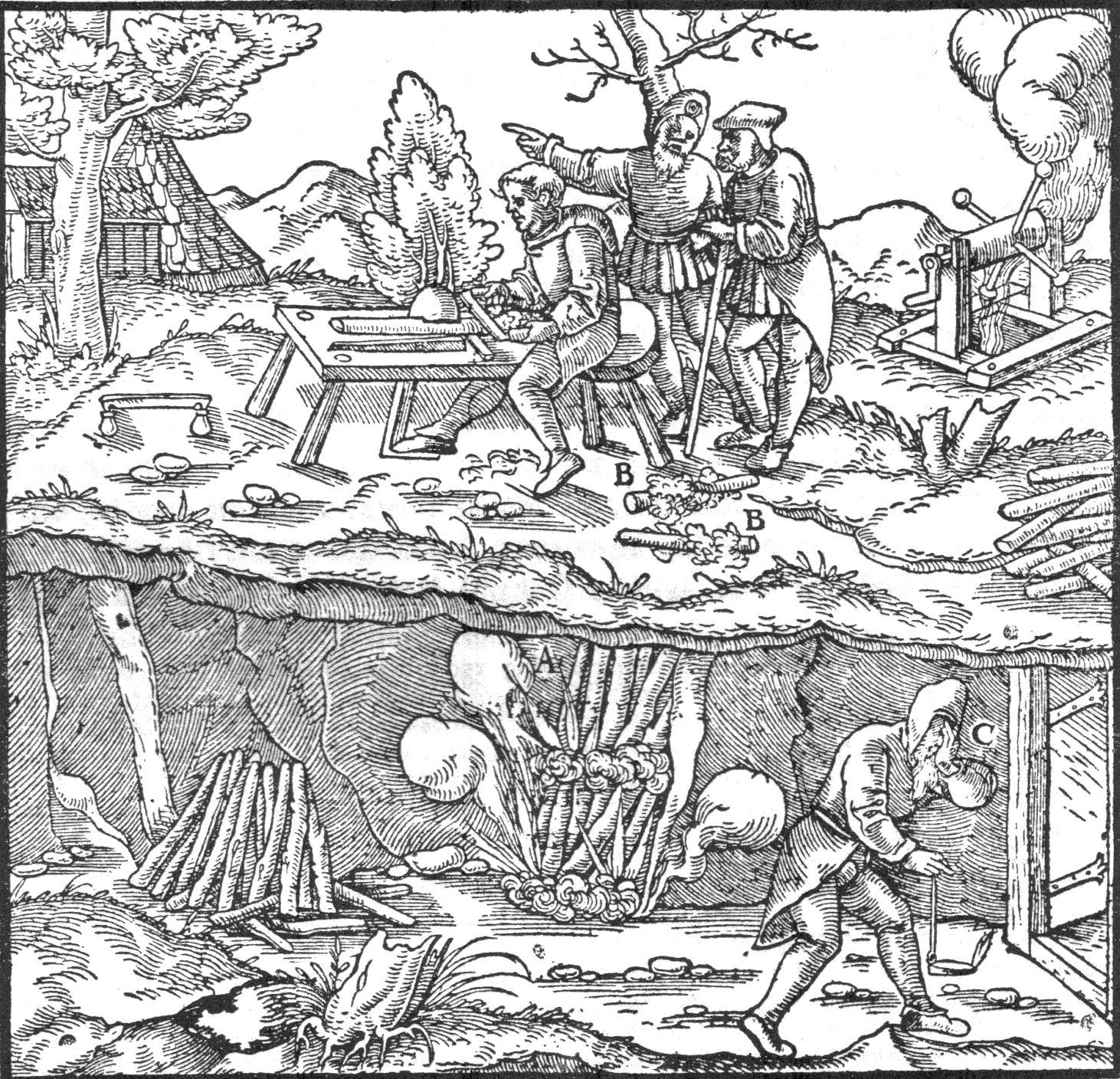
Arrangiamento di una catasta di legna sotterranea per poi essere incendiata nel De Re Metallica

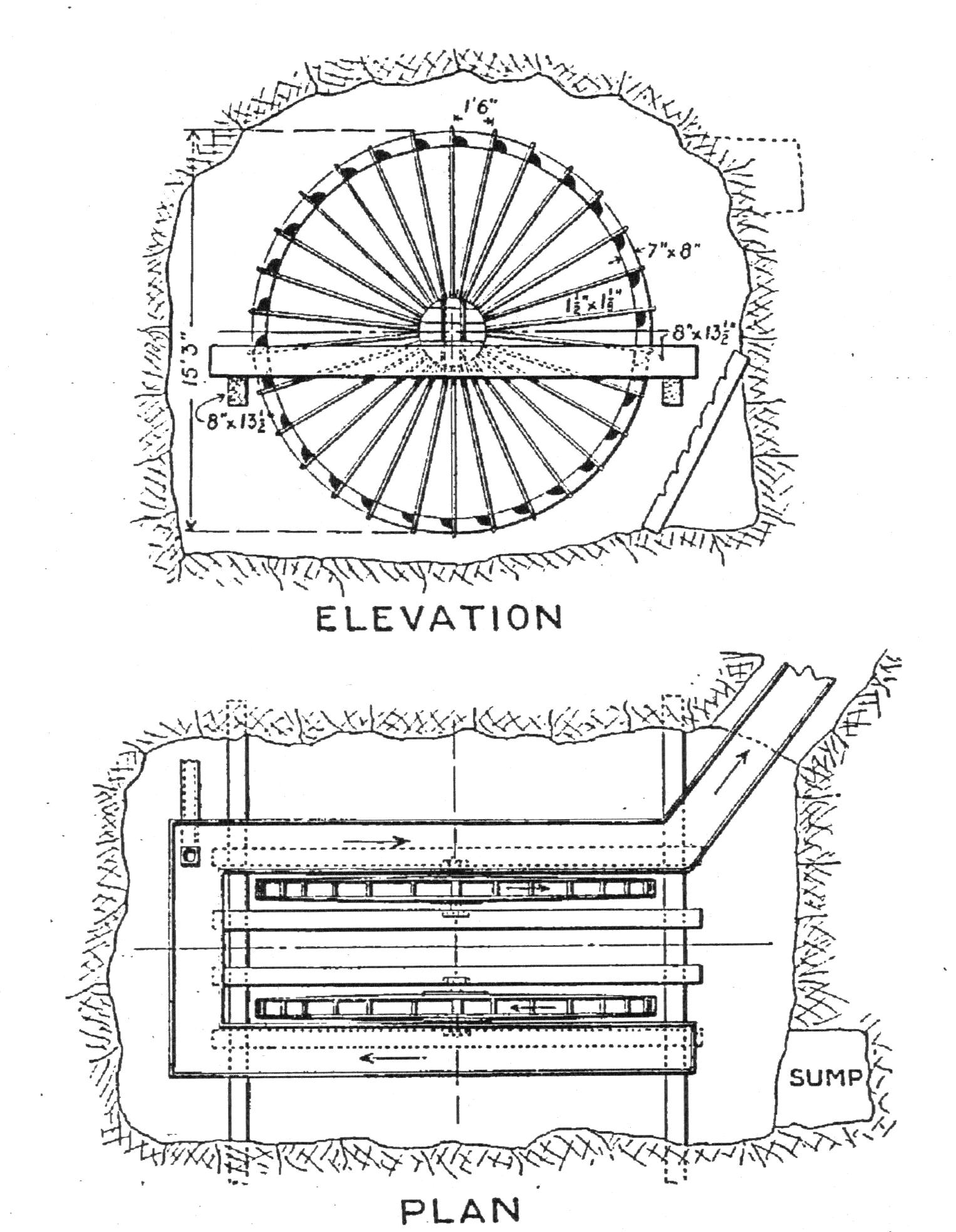
Ruota utilizzata per il drenaggio delle miniere di Rio Tinto

La maggior parte dei lavoratori nelle miniere erano schiavi, anche se erano necessari anche abili artigiani per la costruzione di edifici, acquedotti e gore, oltre alle macchine necessarie al drenaggio delle miniere e per tritare e separare i minerali grezzi dalla nuda roccia. I mulini ad acqua a funzionamento inverso venivano usati per sollevare acqua, e una sequenza di queste ruote sono state trovate nelle miniere spagnole. Un frammento di una ruota trovato a Dolaucothi dimostra che utilizzarono un procedimento simile anche in Britannia.
Le condizioni lavorative erano mediocri, specialmente quando si usava il metodo delle cataste incendiate, l'antico metodo estrattivo usato prima dell'avvento dell'esplosivo, come già citato in precedenza. Richiedeva la costruzione di una catasta di legna da incendiare nelle vicinanze di una facciata di pietra, le cui pietre calde venivano raffreddate con acqua, e per lo shock termico la roccia si incrinava e permetteva così l'estrazione dei minerali. Il metodo è descritto da Diodoro Siculo, quando discute delle miniere d'oro dell'Antico Egitto nel I secolo a.C., e molto più tardi da Georg Agricola, nel suo De Re Metallica del XVI secolo. Ogni sforzo veniva concentrato nella ventilazione delle miniere profonde, facendo penetrare molti lunghi adit per esempio, così da assicurare un'adeguata circolazione dell'aria. Gli stessi adit venivano usati per il drenaggio dei materiali.